# Greg Louganis
Gregory „Greg“ Efthimios Louganis (* 29. Januar 1960 in El Cajon) ist ein ehemaliger US-amerikanischer Wasserspringer und mehrmaliger Olympiasieger und Weltmeister im Wasserspringen.
Geboren als Kind minderjähriger Eltern, einer schwedischen Mutter und eines samoanischen Vaters, wurde er nach seiner Geburt von einer griechischstämmigen amerikanischen Familie adoptiert. Frühzeitig bekam er Ballettunterricht und begann, Wasserspringen zu trainieren. Bereits 16-jährig gewann er die Silbermedaille im Turmspringen bei den Olympischen Sommerspielen 1976 in Montreal. Zwei Jahre später wurde er Weltmeister in dieser Disziplin. Aufgrund des Boykotts der Olympischen Spiele in Moskau 1980 wurde seine Erfolgsserie vorerst unterbrochen. Im Jahre 1982 erhielt er als erster die höchste Bewertung mit maximalen 10 Punkten von allen sieben Richtern nach einem 1½-Salto gehechtet.
Bei den Olympischen Spielen 1984 in Los Angeles wurde er Doppel-Olympiasieger im Turmspringen sowie vom 3-Meter-Brett und erzielte dabei Rekordnoten, die vorher bei derartigen Ereignissen noch nie erreicht worden waren. Diesen Doppelerfolg konnte er vier Jahre später, bei den Olympischen Spielen 1988 in Seoul wiederholen. Dies gelang vor ihm noch keinem anderen Wasserspringer. Spektakulär in diesem Zusammenhang war einer seiner Sprünge vom 3-Meter-Brett, als er mit dem Hinterkopf auf dem Brett aufschlug, genäht werden musste und dieses Finale trotz der Verletzung gewann. 1979 hatte er in Tiflis schon einmal einen ähnlichen Unfall erlebt, als er beim Turmspringen mit dem Kopf aufschlug und daraufhin 20 Minuten bewusstlos blieb.
Neben den vier Olympiasiegen errang er fünf Weltmeistertitel, 47 nationale Meistertitel und gewann sechs Titel im Rahmen der panamerikanischen Spiele. Im Jahr 1993 wurde er in die Ruhmeshalle des internationalen Schwimmsports aufgenommen. Mit seinen fünf Weltmeistertiteln ist er im Guinness-Buch der Rekorde verzeichnet (2009, 2010, „Wasserspringen - Meiste Weltmeistertitel“).
1993 feierte er seinen 33. Geburtstag mit einer spektakulären Party, da er glaubte, das nächste Jahr nicht zu überleben. 1994 bekannte sich Greg Louganis offiziell zu seiner Homosexualität und gab bekannt, dass er seit 1988 mit dem HI-Virus infiziert sei; von der Infektion wusste er schon wenige Wochen vor den Olympischen Spielen in Seoul 1988. Aufgrund des damaligen Wissensstandes eines Großteils der Bevölkerung hatte er dies verschwiegen, auch gegenüber dem Arzt, der ihn nach seinem Sturz am Becken ohne Handschuhe behandelt hatte; ein späteres Testergebnis des Arztes war negativ.
Seither setzt Louganis sich als Botschafter der Gay Games für den Abbau von Diskriminierung gegenüber homosexuellen Sportlern ein und ist als AIDS-Aktivist aktiv. Nach Beendigung seiner aktiven sportlichen Laufbahn war Greg Louganis vor allem als Schauspieler und Tänzer in Film und Theater sowie als Autor tätig. Er schrieb zusammen mit Eric Marcus die Autobiografie Breaking The Surface, welche 5 Wochen Nummer eins auf der The New York Times Best Seller list war. Diese wurde 1996 unter dem Titel Breaking the Surface: The Greg Louganis Story verfilmt (dt. Titel: Sprung ins Ungewisse). Darüber hinaus war er als Hundetrainer tätig, schrieb darüber ebenfalls ein Buch und nahm an Agility-Wettbewerben teil.
Seit November 2010 ist er Trainer bei SoCal Divers („South California Divers“), wo er eine modulare Schritt-für-Schritt-Philosophie verfolgt, im Gegensatz zu anderen Trainern, die vor allem auf Akrobatik zielen.
Louganis war von 2013 bis 2021 mit dem Legal Assistant Johnny Chaillot verheiratet.